# День сови
«День сови» (італ. «Il giorno della civetta») — італійська драма. Художній фільм випущений 17 лютого 1968 року з Франко Неро і Клаудією Кардінале в головних ролях. Перший фільм з трилогії про мафію італійського режисера Даміано Даміані.

## Сюжет
Щоб розслідувати вбиство в маленькому сицилійському містечку новий шеф поліції змушений боротися з корумпованими чиновниками, мовчанням свідків, та місцевим босом мафії.

## У ролях
- Клаудія Кардінале — Роза Ніколозі
- Франко Неро — капітан Беллоді
- Лі Джей Кобб — Дон Марьяно Арена, бос мафії
- Тано Чимароза — Зекінетта
- Серж Реджані — Паріньєду